# Helmuth Rilling

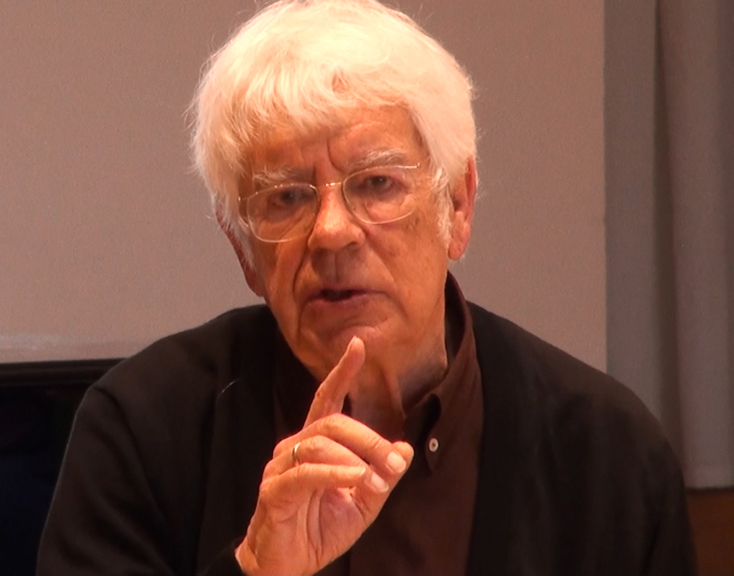
Helmuth Rilling (2013)

Helmuth Rilling (* 29. Mai 1933 in Stuttgart) ist ein deutscher Kirchenmusiker, Dirigent und Musikpädagoge, der als Vermittler der geistlichen Musik von Johann Sebastian Bach bekannt wurde. Rilling gründete 1954 die Gächinger Kantorei, 1965 das Bach-Collegium Stuttgart und 1981 die Internationale Bachakademie Stuttgart. Mit der Gächinger Kantorei und dem Bach-Collegium Stuttgart nahm er als erster Dirigent sämtliche geistlichen Bachkantaten auf. In zahlreichen Ländern hat er Bachs Musik durch seine Konzerttätigkeit sowie im Rahmen von Musikfestivals vermittelt, beispielsweise als langjähriger Leiter des Oregon Bach Festival.

## Leben und Werk
Helmuth Rilling wurde als Sohn des Lehrers Eugen Rilling und seiner Ehefrau Hildegard Rilling geb. Plieninger im Mai 1933 in Stuttgart geboren. Seine Mutter (geb. 1910) starb zehn Tage nach seiner Geburt im Alter von 23 Jahren. Sein Vater war Lehrer am Aufbaugymnasium in Markgröningen, später am Mörike-Gymnasium in Stuttgart und u. a. im Motettenchor in Stuttgart aktiv. Seine Mutter, eine Pfarrerstochter, war Geigenlehrerin. Die ersten Jahre seines Lebens wurde er von seiner Tante Maria Plieninger betreut. Rilling besuchte ab 1939 die Markgröninger Volksschule und ab 1943 das Schillergymnasium in Ludwigsburg. 1948 wurde er in das Evang. Seminar in Schöntal und später Urach aufgenommen und machte dort im Frühjahr 1952 sein Abitur. Anschließend arbeitete er für einige Zeit bei der Orgelbaufirma Walcker in Ludwigsburg. Ab Herbst 1952 studierte er zunächst an der Hochschule für Musik und Darstellende Kunst Stuttgart unter anderem bei Karl Ludwig Gerok, Hermann Keller und Hans Grischkat, dann ab 1955 Orgel bei Fernando Germani in Rom. Am 1. Dezember 1957 wurde er Kantor an der wiederaufgebauten Gedächtniskirche in Stuttgart-Nord, wo er maßgeblich auf die Konzeption der neuen Walcker-Orgel Einfluss nehmen konnte. 1963 erhielt er den Titel eines Kirchenmusikdirektors in Stuttgart. Anschließend hatte er von 1963 bis 1966 einen Lehrauftrag an der Kirchenmusikschule in Berlin-Spandau. In dieser Zeit leitete er die Spandauer Kantorei.
Rilling gründete im Januar 1954 die Gächinger Kantorei und 1965 das Bach-Collegium Stuttgart. Eine besondere Freundschaft verbindet ihn mit dem Israel Philharmonic Orchestra, das er 1970 als erster deutscher Dirigent nach dem Zweiten Weltkrieg dirigieren durfte. Seitdem leitete er das Israel Philharmonic Orchestra zusammen mit der Gächinger Kantorei bei mehr als 100 Konzerten.
1969 übernahm Rilling eine Professur für Chorleitung an der Hochschule für Musik und Darstellende Kunst Frankfurt am Main, die er bis 1985 innehatte. Von 1969 bis 1982 leitete er die Frankfurter Kantorei. Von 1985 bis 1996 war er Künstlerischer Leiter des Landesjugendchors Baden-Württemberg.
Von 1970 bis 2013 war Rilling künstlerischer Leiter des Oregon Bach Festival, das er 1970 als Kombination von Kursen und Abschlusskonzert begründete. Danach wurde das Festival von Rilling und dem Mitgründer Royce Saltzman als regelmäßige Veranstaltung etabliert und ausgebaut. Nach dem Vorbild in Oregon gründete Rilling 1981 die Internationale Bachakademie Stuttgart, die er bis 2013 leitete. Seit den 1980er Jahren wurden Rillings Bachakademien – Konzert-Festivals mit Vorträgen und Meisterkursen für Gesang und Dirigieren – auch in Japan veranstaltet. Zwischen 1986 und 2000 fanden zahlreiche Bachakademien in osteuropäischen Ländern statt, die auch einen Beitrag zur Völkerverständigung leisteten.
Das geistliche Werk von Johann Sebastian Bach ist Rillings Arbeitsschwerpunkt. So spielte er zwischen 1970 und 1985 als erster Dirigent alle geistlichen Bachkantaten auf Schallplatte ein. Für diese Produktion erhielten Rilling und der Musikverleger Friedrich Hänssler 1985 den Grand Prix du Disque. Seither gilt Rilling in Stuttgart als „Mister Bach“. Rillings Einspielungen der geistlichen Bachkantaten bis 1985 bilden den Grundstock der ersten Gesamtaufnahme aller Werke von Johann Sebastian Bach. Diese „Edition Bachakademie“ mit Rilling als künstlerischem Leiter erschien im Bach-Jahr 2000 auf 172 CDs. 2011 folgte eine limitierte Sonderausgabe.
Eine Spezialität Rillings sind seine Gesprächskonzerte, in denen er Musikanalyse und Konzert verbindet. Mit Gedanken zu Bach, Anfang der 1980er, ist auch ein ähnlich gelagerter Tonträger erschienen.
1988 wurde unter Helmuth Rilling die Messa per Rossini uraufgeführt und 1995, unter der Schirmherrschaft des damaligen Bundespräsidenten Roman Herzog, das Requiem der Versöhnung von 14 zeitgenössischen Komponisten, als Geste der Versöhnung 50 Jahre nach Kriegsende. 1996 nahm Helmuth Rilling eine Vervollständigung von Franz Schuberts Oratorium Lazarus durch den russischen Komponisten Edison Denissow auf CD auf. Weitere Uraufführungen unter Rillings Leitung waren 1998 das Credo von Krzysztof Penderecki und 2004 Der Onkel aus Boston oder die beiden Neffen, eine Jugendoper von Felix Mendelssohn Bartholdy.
Von 1990 bis 1996 war Rilling als Nachfolger von Hans Pischner Präsident der Neuen Bachgesellschaft.
Im Februar 2012 wurde gemeldet, dass Rilling mit sofortiger Wirkung von seinem Amt als künstlerischer Leiter der Internationalen Bachakademie Stuttgart zurücktrete, nachdem er diese mehr als 30 Jahre lang geleitet hatte. Rilling protestierte damit gegen die geplante Berufung von Gernot Rehrl zum neuen Intendanten der Bachakademie. Rilling hätte sich gewünscht, dass Christian Lorenz Intendant bleibt. Rilling leitete die Internationale Bachakademie Stuttgart dann noch bis 2013. Am 24. August 2013 fand ein feierliches Abschiedskonzert in der Liederhalle Stuttgart statt. Bundespräsident Joachim Gauck, der Ministerpräsident von Baden-Württemberg Winfried Kretschmann und der Stuttgarter Oberbürgermeister Fritz Kuhn hielten Reden. Auch Rilling selbst hielt eine Rede, in der seinem Nachfolger Hans-Christoph Rademann Glück wünschte. Zu hören waren zwei Bachkantaten. Die erste wurde von Rilling dirigiert, die zweite von Rademann.
Rilling hatte mit der Gächinger Kantorei einen traditionellen, „romantischen“ Bach-Klang gepflegt und daran auch festgehalten, als bei Aufführungen von Barockmusik zunehmend die historische Aufführungspraxis angestrebt wurde. Auch Rillings Nachfolger Hans-Christoph Rademann folgte der Entwicklung, den „Originalklang“ des Barocks zu bevorzugen. Er ersetzte im Jahr 2016 die Gächinger Kantorei und Rillings Bach-Collegium Stuttgart durch zwei Barock-Ensembles mit dem gemeinsamen Namen Gaechinger Cantorey.
Rilling ist verheiratet und hat zwei Töchter. Er lebt mit seiner Frau in Warmbronn, einem Stadtteil von Leonberg. Beide Töchter wuchsen in Warmbronn auf und wurden Musikerinnen. Sara Maria Rilling spielt Bratsche, Rahel Maria Rilling ist Geigerin. Sara Maria Rilling schrieb eine Biografie ihres Vaters (siehe Literatur).

## Ehrungen und Auszeichnungen
Helmuth Rilling ist Träger vieler Auszeichnungen, darunter
- Brenz-Medaille in Silber, die höchste Auszeichnung der  Evangelischen Landeskirche in Württemberg[14]
- 1978: Verdienstkreuz am Bande des Verdienstordens der Bundesrepublik Deutschland[15]
- 1984: Verdienstmedaille des Landes Baden-Württemberg
- 1985: Ehrenbürger der Stadt Eugene (Oregon)[16]
- 1988: Preis der Stiftung Bibel und Kultur, Kategorie Bibel und Musik[17]
- 1985: Ehrendoktorwürde der Evangelisch-theologischen Fakultät der Eberhard-Karls-Universität Tübingen
- 1993: Verdienstkreuz 1. Klasse des Verdienstordens der Bundesrepublik Deutschland
- 1994: IMC-UNESCO-Musikpreis[18]
- 1995: Theodor-Heuss-Preis
- 2000: Ehrenbürger der Gemeinde St. Johann (Württemberg)
- 2000: Rheingau Musikpreis
- 2001: Grammy für die Einspielung von Krzysztof Pendereckis Credo in der Kategorie „Best Choral Performance“
- 2001: Hanns Martin Schleyer-Preis
- 2001: Bürgermedaille der Stadt Stuttgart
- 2003: Großes Verdienstkreuz des Verdienstordens der Bundesrepublik Deutschland
- 2003: Ehrendoktorwürde der Musikakademie Krakau
- 2004: Otto-Hirsch-Medaille
- 2008: Georg-Friedrich-Händel-Ring des Verbandes Deutscher KonzertChöre
- 2008: Preis der Europäischen Kirchenmusik
- 2011: Herbert-von-Karajan-Musikpreis
- 2012: Martin-Luther-Medaille
- 2013: ECHO Klassik als Würdigung des Lebenswerks[19]
- 2014: Großes Verdienstkreuz mit Stern des Verdienstordens der Bundesrepublik Deutschland
- 2016: Hoffnungsträger-Preis[20]
- 2019: Ehrenbürger der Stadt Leonberg (diese Auszeichnung wurde in 140 Jahren nur 21-mal vergeben)[21]

## Schüler (Auswahl)
Zu den Schülern von Helmuth Rilling zählen:
- Helmut Bartel, ab 2008 Universitätsmusikdirektor in Frankfurt[22]
- Rolf Beck, Dirigent und Chorleiter
- Hans Michael Beuerle, Dirigent, Professor
- Jürgen Blume, Komponist, Professor, Kirchenmusiker
- Mathias Breitschaft, Kirchenmusiker und Hochschullehrer
- Heribert Breuer, Dirigent
- Joachim Eichhorn, zuletzt Domkantor in Wetzlar
- Ludger Engels, Opern- und Theaterregisseur
- Eberhard Friedrich, Chordirektor der Bayreuther Festspiele und der Staatsoper Hamburg
- Angela Gehann-Dernbach, Dirigentin, Organistin und Sängerin
- Volkher Häusler, Dirigent und Chorleiter
- Johanna Irmscher, Kirchenmusikerin und Professorin
- Matthias Janz, Kirchenmusiker und Dirigent
- Hans Jaskulsky, langjähriger Universitätsmusikdirektor in Bochum[23]
- Hanns-Friedrich Kunz, Leiter der Stuttgarter Hymnus-Chorknaben
- Walter Mik, Musikdirektor
- Hans-Christoph Rademann, Dirigent
- Karl Rathgeber, Dirigent, Professor
- Christoph Schönherr, Komponist, Dirigent und Professor
- Ulrich Stötzel, Kirchenmusiker
- Winfried Toll, Dirigent, Sänger und Komponist
- Wolfram Wehnert, Dirigent und Professor
- Andreas Weiss, Dirigent, Professor